# Xbox World
Xbox World foi uma revista britânica sobre Xbox e Xbox 360 publicada inicialmente pela Computec Media e depois pela Future plc.

## História
A Xbox World mudou de nome para Xbox World 360 para enfatizar a mudança de foco pro Xbox 360, depois voltou para o nome original a partir da edição 109; com um lançamento lançado no início de 2003, mais de um ano após o lançamento do Xbox. Publicado pela Computec Media, o editor no lançamento foi Pat Garratt (agora da Eurogamer), e o editor executivo foi o antigo editor da CU Amiga, Tony Horgan.
A Xbox World, ao lado da revista irmã PlayStation World, foi adquirida pela Future plc no final de 2003. A maioria da equipe partiu durante a mudança da revista de Londres para os escritórios da Future em Bath. O editor da primeira Xbox World publicado pela Future foi Lee Hall.
Em setembro de 2005, a Xbox World foi relançada como Xbox World 360 sob a orientação do ex-editor da NGC, Tim Weaver. Ela continha um livro de conquistas/dicas/cheats/walkthrough e um disco de quatro horas de dois lados, incluindo um lado de DVD e um lado de HD para rodar no Xbox 360.
Na edição de novembro de 2011, a revista foi renovada e revertida para seu nome original de Xbox World. A edição de Natal de 2011 foi a última edição de Tim Weaver como editor da revista. Ele agora é o editor - chefe, enquanto Andy Hartup da PSM3 assumiu como editor.
Em 13 de novembro de 2012, foi anunciado que tanto a Xbox World quanto a revista irmã PSM3 seriam fechadas pela editora Future. A edição final de ambas as revistas começou a ser vendida em 12 de dezembro de 2012.